# Chung Jong‑soo
Chung Jong-soo (ur. 27 marca 1961) – południowokoreański piłkarz, reprezentant kraju, grający na pozycji obrońcy.

## Kariera klubowa
Chung karierę piłkarską rozpoczął w 1984 w zespole Yukong Elephants. Wraz z drużyną sięgnął po mistrzostwo K League 1 w 1989. Przez 5 sezonów gry w Yukong, Chung wystąpił w 102 spotkaniach, w których strzelił jedną bramkę.
Od sezonu 1990 występował w Ulsan Hyundai. Ulsan z Chungiem w składzie zdobyło Puchar Ligi Koreańskiej w 1995. Dla Tygrysów rozegrał 104 mecze, w których zdobył jedną bramkę. Po sezonie 1995 zakończył karierę piłkarską. 
| Sezon | Klub             | Kraj             | Rozgrywki  | Mecze | Bramki |
| ----- | ---------------- | ---------------- | ---------- | ----- | ------ |
| 1984  | Yukong Elephants | Korea Południowa | K League 1 | 23    | 0      |
| 1985  | Yukong Elephants | Korea Południowa | K League 1 | 5     | 0      |
| 1986  | Yukong Elephants | Korea Południowa | K League 1 | 6     | 0      |
| 1987  | Yukong Elephants | Korea Południowa | K League 1 | 28    | 1      |
| 1988  | Yukong Elephants | Korea Południowa | K League 1 | 23    | 0      |
| 1989  | Yukong Elephants | Korea Południowa | K League 1 | 17    | 0      |
| 1990  | Ulsan Hyundai    | Korea Południowa | K League 1 | 8     | 0      |
| 1991  | Ulsan Hyundai    | Korea Południowa | K League 1 | 29    | 0      |
| 1992  | Ulsan Hyundai    | Korea Południowa | K League 1 | 23    | 0      |
| 1993  | Ulsan Hyundai    | Korea Południowa | K League 1 | 24    | 0      |
| 1994  | Ulsan Hyundai    | Korea Południowa | K League 1 | 20    | 1      |
| 1995  | Ulsan Hyundai    | Korea Południowa | K League 1 | 0     | 0      |

## Kariera reprezentacyjna
Chung zadebiutował w reprezentacji Korei Południowej 18 lutego 1982 w zremisowanym 2:2 meczu z Indiami w Nehru Cup, w którym zdobył jedną z bramek. 
Chung znalazł się w drużynie Korei na Puchar Azji 1984. Na turnieju wystąpił w trzech spotkaniach z Arabią Saudyjską, Syrią i Katarem. 
W 1986 został powołany na rozgrywane w Meksyku Mistrzostwa Świata. Na mundialu wystąpił w przegranym 2:3 meczu z Włochami. Cztery lata później wystąpił na światowym czempionacie we Włoszech. Zagrał tam w dwóch spotkaniach z Hiszpanią i Urugwajem.
Chung jest także dwukrotnym medalistą Igrzysk azjatyckich. Zdobył złoty medal w 1986 oraz brązowy medal w 1990. Ostatni mecz w drużynie narodowej rozegrał 25 września 1990 w wygranym 7:0 meczu z Pakistanem, w którym zdobył bramkę. Łącznie w latach 1982–1990 Chung rozegrał 40 spotkań w reprezentacji korei Południowej, w których strzelił 3 bramki. 
| Mecze i gole w reprezentacji | Mecze i gole w reprezentacji | Mecze i gole w reprezentacji | Mecze i gole w reprezentacji | Mecze i gole w reprezentacji | Mecze i gole w reprezentacji | Mecze i gole w reprezentacji |
| #                            | Data                         | Miasto                       | Przeciwnik                   | Gol                          | Wynik                        | Rozgrywki                    |
| ---------------------------- | ---------------------------- | ---------------------------- | ---------------------------- | ---------------------------- | ---------------------------- | ---------------------------- |
| 1.                           | 18.02.1982                   | Kolkata                      | Indie                        | Gol                          | 2:2                          | Nehru Cup 1982               |
| 2.                           | 20.02.1982                   | Kolkata                      | Urugwaj                      |                              | 2:2                          | Nehru Cup 1982               |
| 3.                           | 01.03.1982                   | Kolkata                      | Chiny                        |                              | 1:1                          | Nehru Cup 1982               |
| 4.                           | 21.03.1982                   | Seul                         | Japonia                      |                              | 3:0                          | towarzyski                   |
| 5.                           | 08.05.1982                   | Bangkok                      | Indonezja                    |                              | 1:0                          | towarzyski                   |
| 6.                           | 11.06.1982                   | Gwangju                      | Bahrajn                      |                              | 3:0                          | Korea Cup 1982               |
| 7.                           | 23.11.1982                   | Nowe Delhi                   | Iran                         |                              | 0:1                          | Igrzyska Azjatyckie 1982     |
| 8.                           | 10.10.1984                   | Kolkata                      | Jemen                        |                              | 6:0                          | El. Pucharu Azji 1984        |
| 9.                           | 13.10.1984                   | Kolkata                      | Pakistan                     |                              | 6:0                          | El. Pucharu Azji 1984        |
| 10.                          | 16.10.1984                   | Kolkata                      | Federacja Malajska           |                              | 0:0                          | El. Pucharu Azji 1984        |
| 11.                          | 02.12.1984                   | Singapur                     | Arabia Saudyjska             |                              | 1:1                          | Puchar Azji 1984             |
| 12.                          | 07.12.1984                   | Singapur                     | Syria                        |                              | 0:1                          | Puchar Azji 1984             |
| 13.                          | 10.12.1984                   | Singapur                     | Katar                        |                              | 1:0                          | Puchar Azji 1984             |
| 14.                          | 02.03.1985                   | Katmandu                     | Nepal                        |                              | 2:0                          | El. MŚ 1986                  |
| 15.                          | 10.03.1985                   | Kuala Lumpur                 | Federacja Malajska           |                              | 0:1                          | El. MŚ 1986                  |
| 16.                          | 06.04.1985                   | Seul                         | Nepal                        | Gol                          | 4:0                          | El. MŚ 1986                  |
| 17.                          | 19.05.1985                   | Seul                         | Federacja Malajska           |                              | 2:0                          | El. MŚ 1986                  |
| 18.                          | 06.06.1985                   | Daejeon                      | Tajlandia                    |                              | 3:2                          | Korea Cup 1985               |
| 19.                          | 08.06.1985                   | Gwangju                      | Bahrajn                      |                              | 3:0                          | Korea Cup 1985               |
| 20.                          | 15.06.1985                   | Seul                         | Irak                         |                              | 2:0                          | Korea Cup 1985               |
| 21.                          | 21.07.1985                   | Seul                         | Indonezja                    |                              | 2:0                          | El. MŚ 1986                  |
| 22.                          | 30.07.1985                   | Dżakarta                     | Indonezja                    |                              | 4:1                          | El. MŚ 1986                  |
| 23.                          | 03.12.1985                   | Los Angeles                  | Meksyk                       |                              | 1:2                          | towarzyski                   |
| 24.                          | 08.12.1985                   | Irapuato                     | Węgry                        |                              | 0:1                          | towarzyski                   |
| 25.                          | 11.12.1985                   | Guadalajara                  | Meksyk                       |                              | 1:2                          | towarzyski                   |
| 26.                          | 09.02.1986                   | Hongkong                     | Hongkong                     |                              | 2:0                          | towarzyski                   |
| 27.                          | 16.02.1986                   | Hongkong                     | Paragwaj                     |                              | 1:3                          | towarzyski                   |
| 28.                          | 10.06.1986                   | Puebla                       | Włochy                       |                              | 2:3                          | MŚ 1986                      |
| 29.                          | 01.10.1986                   | Pusan                        | Iran                         |                              | 1:1                          | Igrzyska Azjatyckie 1986     |
| 30.                          | 03.10.1986                   | Seul                         | Indonezja                    |                              | 4:0                          | Igrzyska Azjatyckie 1986     |
| 31.                          | 10.08.1989                   | Los Angeles                  | Meksyk                       |                              | 2:4                          | towarzyski                   |
| 32.                          | 13.08.1989                   | Los Angeles                  | Stany Zjednoczone            |                              | 2:1                          | towarzyski                   |
| 33.                          | 16.09.1989                   | Seul                         | Egipt                        |                              | 0:1                          | towarzyski                   |
| 34.                          | 25.10.1989                   | Singapur                     | Arabia Saudyjska             |                              | 2:0                          | El. MŚ 1990                  |
| 35.                          | 28.10.1989                   | Singapur                     | Zjednoczone Emiraty Arabskie |                              | 1:1                          | El. MŚ 1990                  |
| 36.                          | 10.02.1990                   | Attard                       | Malta                        |                              | 2:1                          | towarzyski                   |
| 37.                          | 17.06.1990                   | Udine                        | Hiszpania                    |                              | 1:3                          | MŚ 1990                      |
| 38.                          | 21.06.1990                   | Udine                        | Urugwaj                      |                              | 0:1                          | MŚ 1990                      |
| 39.                          | 09.09.1990                   | Seul                         | Australia                    |                              | 1:0                          | towarzyski                   |
| 40.                          | 25.09.1990                   | Pekin                        | Pakistan                     | Gol                          | 7:0                          | Igrzyska Azjatyckie 1990     |

## Kariera trenerska
Chung w latach 1996–2000 oraz 2000–2001 pracował z rezerwami Ulsan Hyundai. W 2000 pełnił funkcję tymczasowego trenera Ulsan. Od 2001–2006 trenował zespoły młodzieżowe Ulsan Hyundai. Od 2007 trenuje młodzież we własnej akademii. 

## Sukcesy
Korea Południowa
- Igrzyska azjatyckie: 1986 (1. miejsce), 1990 (3. miejsce)

Yukong Elephants
- Mistrzostwo K League 1 (1): 1989

Ulsan Hyundai
- Puchar Ligi Koreańskiej (1): 1995